# Biografielijst No

## Noa
- Tavevele Noa (1992), Tuvaluaans atleet
- James Noah (1935), Amerikaans acteur

## Nob

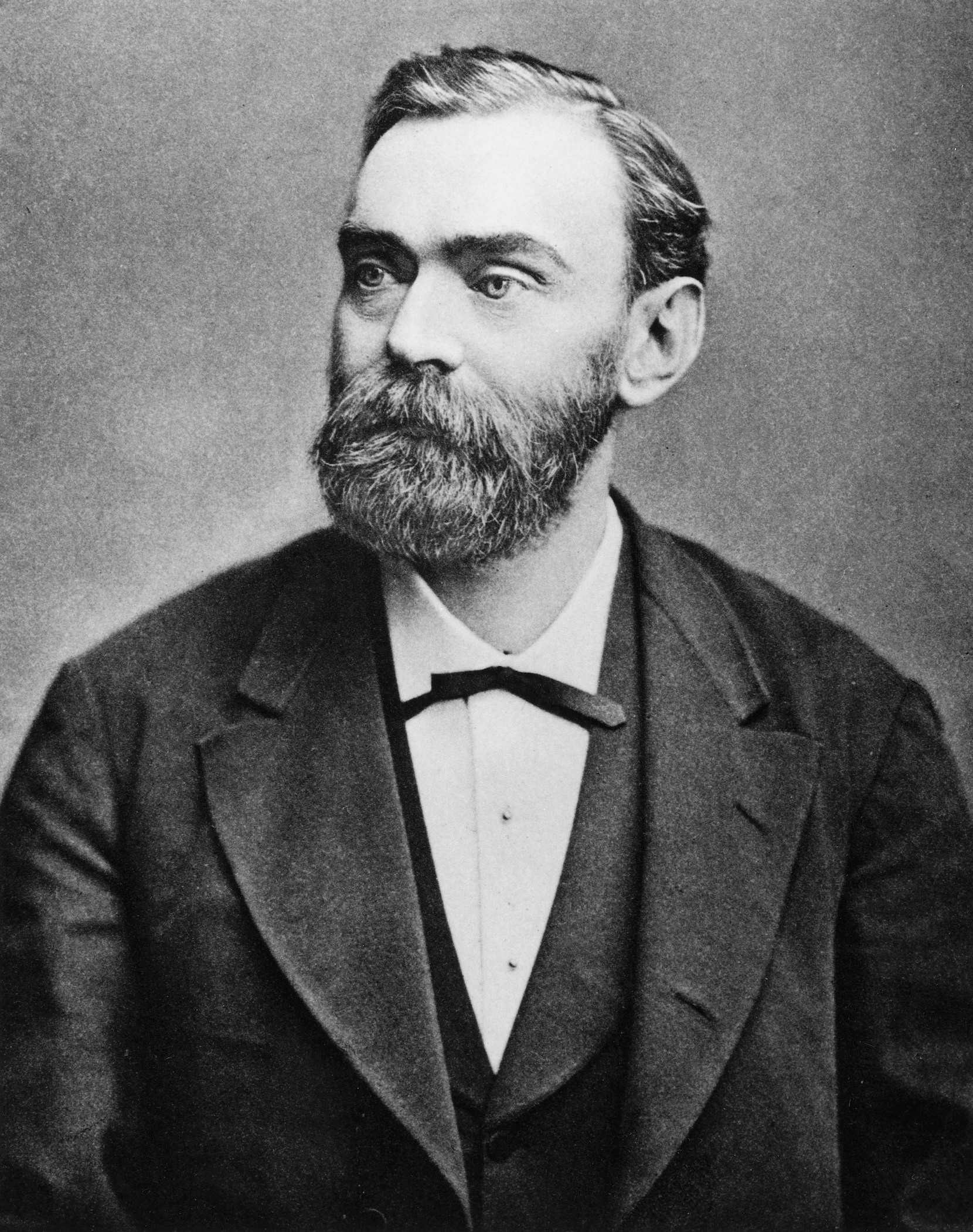
Alfred Nobel

- Pier Nobach (ca.1882-19??), Nederlands NSB'er en oorlogsmisdadiger
- Keith Nobbs (1979), Amerikaans acteur
- Alfred Nobel (1833-1896), Zweeds scheikundige
- Aurelia Nobels (2007), Braziliaans-Belgisch-Amerikaans autocoureur
- Jean Baptiste Nobels (1856-1923), Belgisch industrieel en politicus
- Seppe Nobels (1982), Belgisch kok
- Leopoldo Nobili (1784-1835), Italiaans natuurwetenschapper
- Andre Noble (1979-2004), Canadees acteur
- Ivan Noble (1967-2005), Brits journalist
- Marianne Noble (1946-2025), pseudoniem van Marian Vroege, Nederlands zangeres
- James Noble (1922), Amerikaans acteur en filmproducent
- Álvaro Noboa (1950), Ecuadoraans politicus en zakenman
- Gusatvo Noboa (1937), Ecuadoraans politicus
- Olivia Nobs (1982), Zwitsers snowboardster

## Noc
- Rinaldo Nocentini (1977), Italiaans wielrenner
- Paolo Maria Nocera (1985), Italiaans autocoureur
- Dietmar Nöckler (1988), Italiaans langlaufer

## Nod
- Hideki Noda (1969), Japans autocoureur
- Juju Noda (2006), Japans autocoureur
- Teruyuki Noda (1940-2022), Japans componist en muziekpedagoog
- Ida Noddack (1896-1978), Duitse natuurkundige
- Charles Nodier (1780-1844), Frans schrijver

## Noe
- Alyson Noël (1965), Amerikaans schrijfster
- Clément Noël (1997), Frans alpineskiër
- Émile Noël (1922-1996), Frans ambtenaar
- Ferdinand Noël (1852-1936), Belgisch advocaat en politicus
- Gérard Noël (1900-1963), Belgisch atleet
- Laurent Noël (1920-2022), Canadees bisschop
- Magali Noël (1932-2015), Turks-Frans actrice en zangeres
- Marjorie Noël (1945-2000), Frans zangeres
- René Noël (1907-1987), Belgisch syndicalist, politicus en verzetsstrijder
- Walther Noël (1890-1942), Belgisch politicus
- Nastasia Noens (1988), Frans alpineskiester
- Lilia Noeroetdinova (1963), Russisch atlete
- Emmy Noether (1882-1935), Duits-Amerikaans wiskundige
- Noëtius van Smyrna (2e eeuw), bisschop en patripassianist
- Aptuk Noewahe (1938-2023), Surinaams Wayana-granman

## Nog
- Mizuki Noguchi (1978), Japans atlete
- Oscar Nogués (1978), Spaans autocoureur

## Noi
- Reece Noi (1988), Brits acteur
- Joseph Noiret (1927-2012), Belgisch kunstschilder en dichter
- Louis Noiret (1896-1968), Nederlands zanger, pianist, tekstschrijver en componist
- Philippe Noiret (1930-2006), Frans acteur

## Noj
- José  Noja (1938 - 2023), Spaans beeldhouwer
- Tomoki Nojiri (1989), Japans autocoureur

## Nol

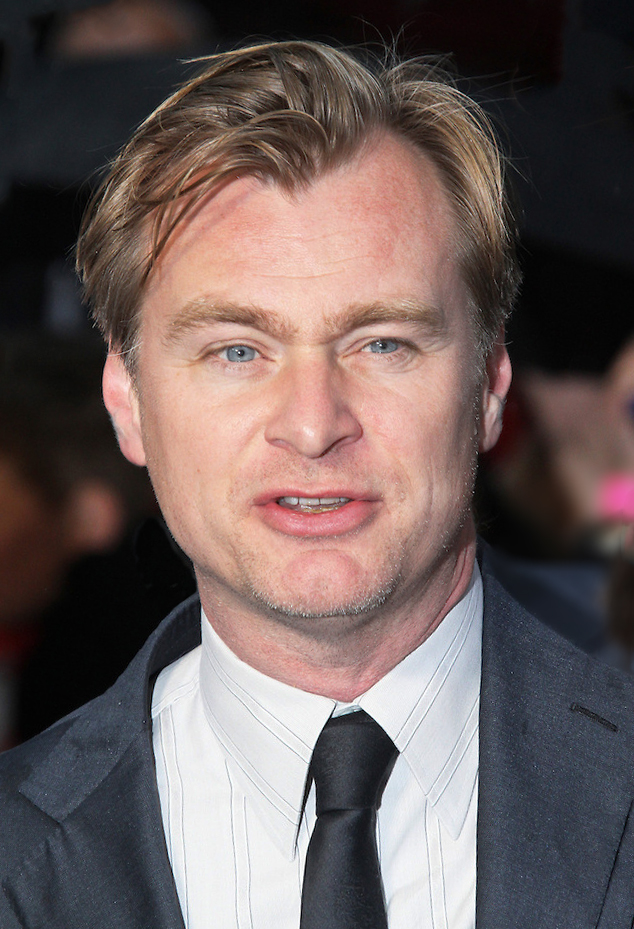
Christopher Nolan (2013)

- Lon Nol (1913-1985), Combodjaans politicus
- Christopher Nolan (1970), Brits-Amerikaans regisseur
- Clive Nolan (1961), Brits toetsenist
- Frederick Nolan (1931-2022), Britse auteur
- Linda Nolan (1959-2025), Iers zangeres (The Nolans), actrice en televisiepersoonlijkheid
- Matt Nolan (1970), Amerikaans acteur
- Willie Nolan (1897-1939), Iers golfer
- Charles Noland, Amerikaans acteur
- Henri George Nolen (1890-1986), Nederlands elektrotechnicus, directeur en hoogleraar
- Guillaume Nolens (1872-1941), Belgisch gynaecoloog
- Leonard Nolens (1947), Belgisch dichter en dagboekschrijver
- Willem Hubert Nolens (1860-1931), Nederlands politicus en geestelijke
- Cedric Nolf (1989), Belgisch atleet
- André Nollet (1946), Belgisch cartoonist
- Floris Nollet (1794-1853), Belgisch natuurkundige en uitvinder
- Jean-Antoine Nollet (1700-1770), Frans abt en natuurkundige
- Jean-Marc Nollet (1970), Belgisch politicus
- Leon Nollet (1932-2016), Belgisch voetballer en voetbalcoach
- Michel Nollet (1890-1975), Belgisch voetballer
- Michel Nollet (1939), Belgisch vakbondsbestuurder
- André Nollkaemper (1962), Nederlands jurist
- Agnes Nolte (1896-1976), Nederlands docente en politica
- Roeland Nolte (1944-2024), Nederlands hoogleraar scheikunde
- Jan Nolten (1930-2014), Nederlands wielrenner

## Non
- Seita Nonaka (2000), Japans autocoureur
- Luigi Nono (1924-1990), Italiaans componist

## Noo

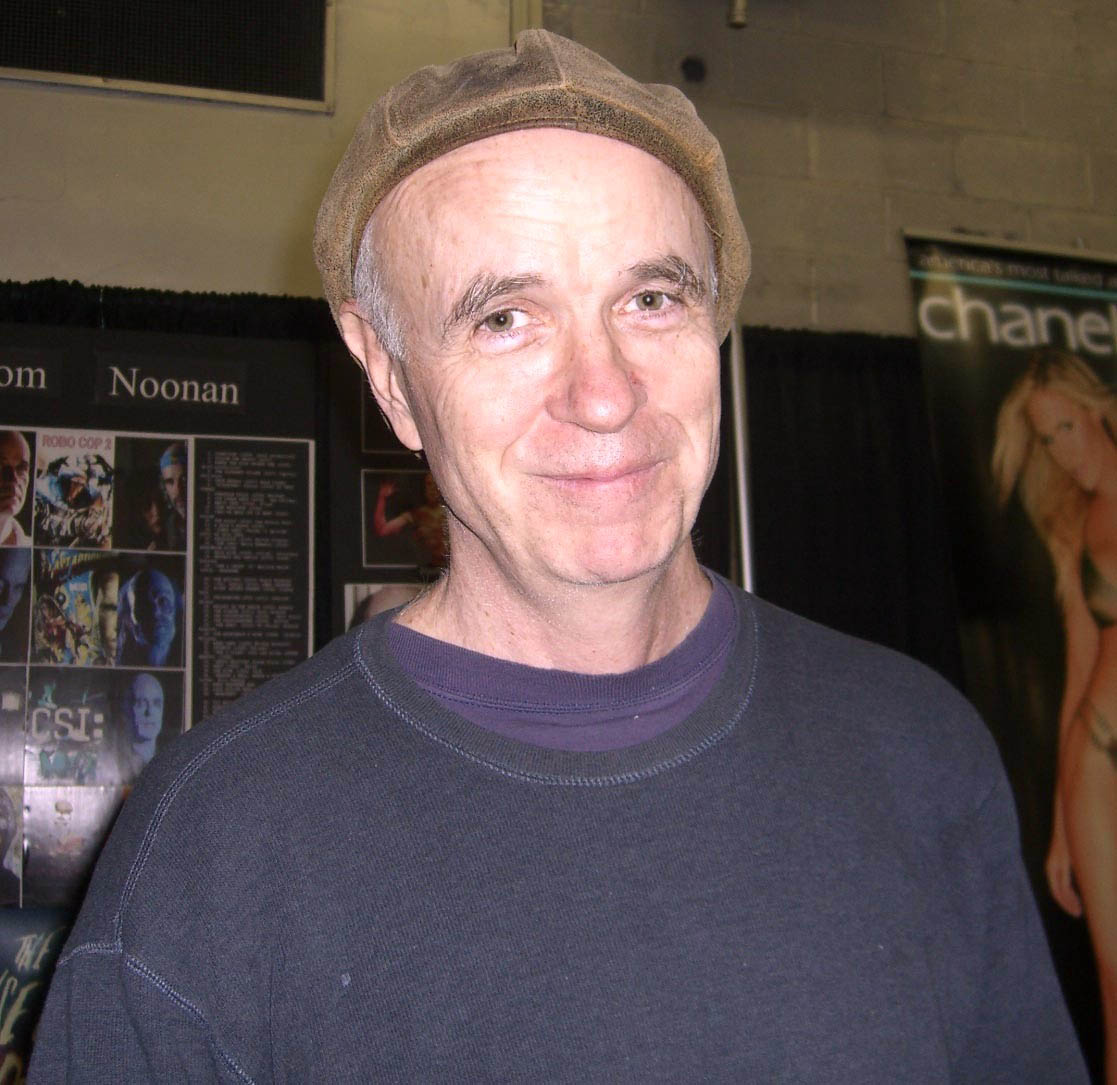
Tom Noonan (2009)

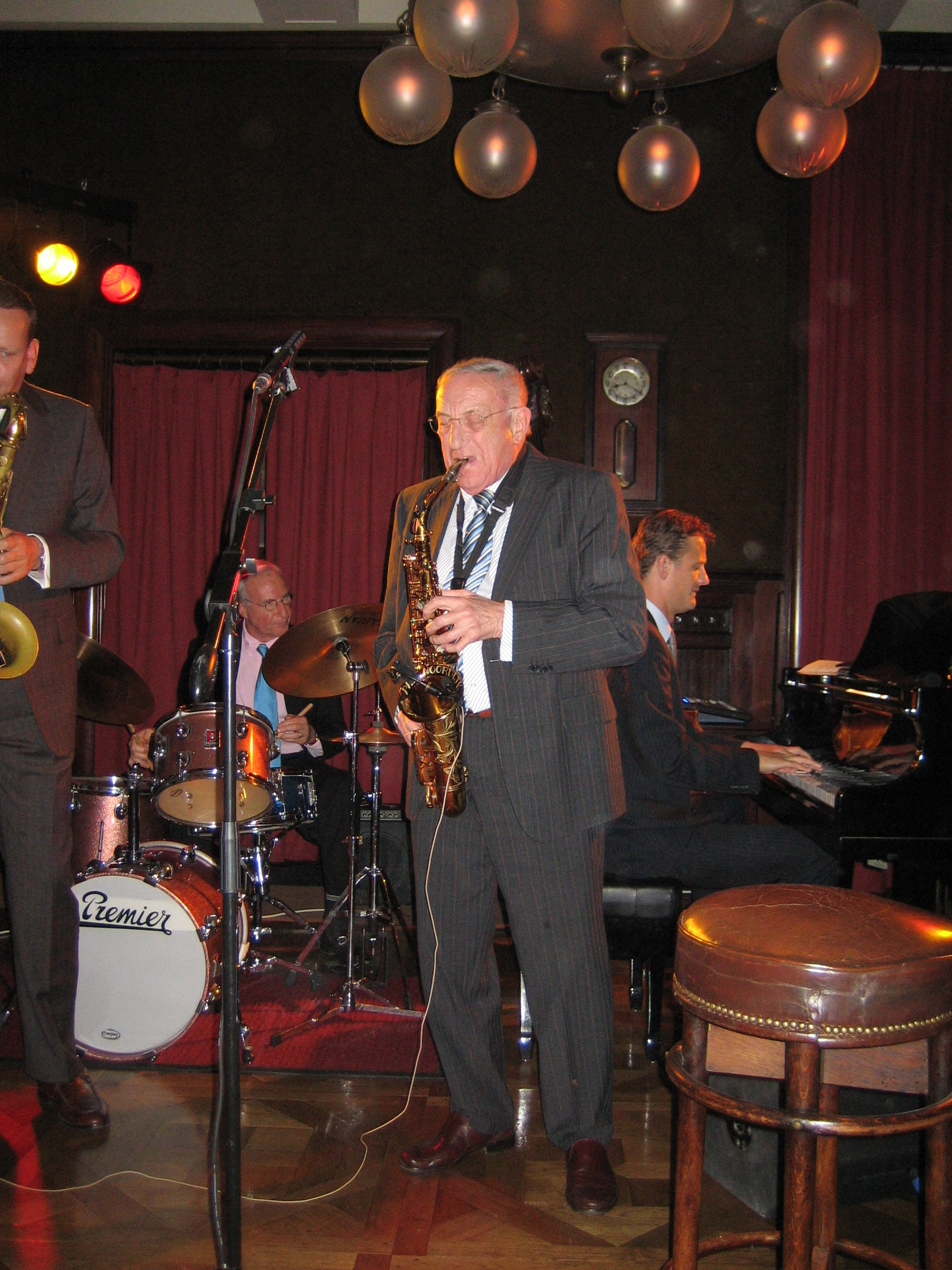
Piet Noordijk

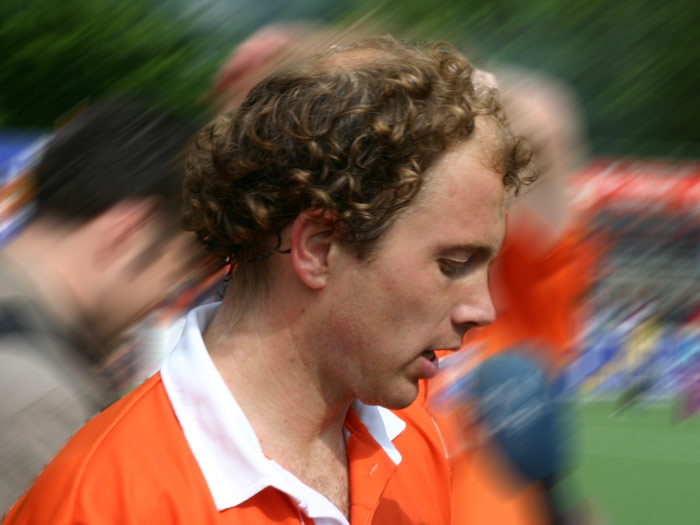
Teun de Nooijer

- Jan Andries de Nooij (1924-2016), Nederlands verzetsstrijder
- Rufus Nooitmeer (1935-2000), Surinaams politicus
- Erki Nool (1970), Estisch atleet en politicus
- Tom Noonan (1951), Amerikaans acteur, filmregisseur, filmproducent en scenarioschrijver
- Peter Noone (1947), Brits zanger en acteur
- Herbert Noord (1943-2022), Nederlands hammondorganist
- Raymond Noorda (1924-2006), Amerikaans topman
- Ab Noordegraaf (1933-2011), Nederlandse predikant en publicist
- Cor van Noorden (1927-2014), Nederlands beeldhouwer
- Arie Noordergraaf (1950), Nederlands politicus
- Nelleke Noordervliet (1945), Nederlands schrijfster
- Aaltje Noordewier-Reddingius (1868-1949), Nederlands zangeres en docente
- Wim Noordhoek (1943), Nederlands radiomaker, journalist en auteur
- Sim Noordhof (1947-2025), Nederlands dirigent
- Willem Noorduin (1967), Nederlands paralympisch sporter
- Piet Noordijk (1932-2011), Nederlands saxofonist
- Gerrit Noordzij (1931-2022), Nederlands typograaf en letterontwerper
- Nel Noordzij (1923-2003), Nederlands schrijfster en dichteres
- Ed de Noorlander (1945-2024), Nederlands atleet
- Sietske Noorman (1991), Nederlands atlete
- Saskia Noorman-den Uyl (1946), Nederlands politicus
- Aat van Noort (1908-1998), Nederlands atlete
- Dennis van Noort (1981), Nederlands atleet
- Saskia Noort (1967), Nederlands schrijfster, journaliste en columniste
- Robert Noortman (1946-2007), Nederlands kunsthandelaar
- Jan van der Noot (omstreeks 1539-na 1595), Zuid-Nederlands dichter
- Adriaan Nooteboom (1928-2023), Nederlands politicus
- Cees Nooteboom (1933), Nederlands schrijver
- Govert Nooteboom (1930-2012), Nederlands politicus
- Bertha Hoola van Nooten (1817-1892), Nederlands onderwijzeres, illustratrice en botanica
- Beppie Nooij sr. (1893-1976), Nederlands actrice
- Beppie Nooij jr. (1919-1979), Nederlands actrice
- Tineke de Nooij (1941),  Nederlands radio- en televisiepresentatrice
- Teun de Nooijer (1976), Nederlands hockeyer
- Meike de Nooy (1983), Nederlands waterpolospeelster

## Nop
- Joëlle van Noppen (1980-2010), Nederlands zangeres
- Rien van Noppen (1900-1966), Nederlands acteur
- Andries Noppert (1994), Nederlands voetballer
- Danny Noppert (1990), Nederlands darter

## Nor

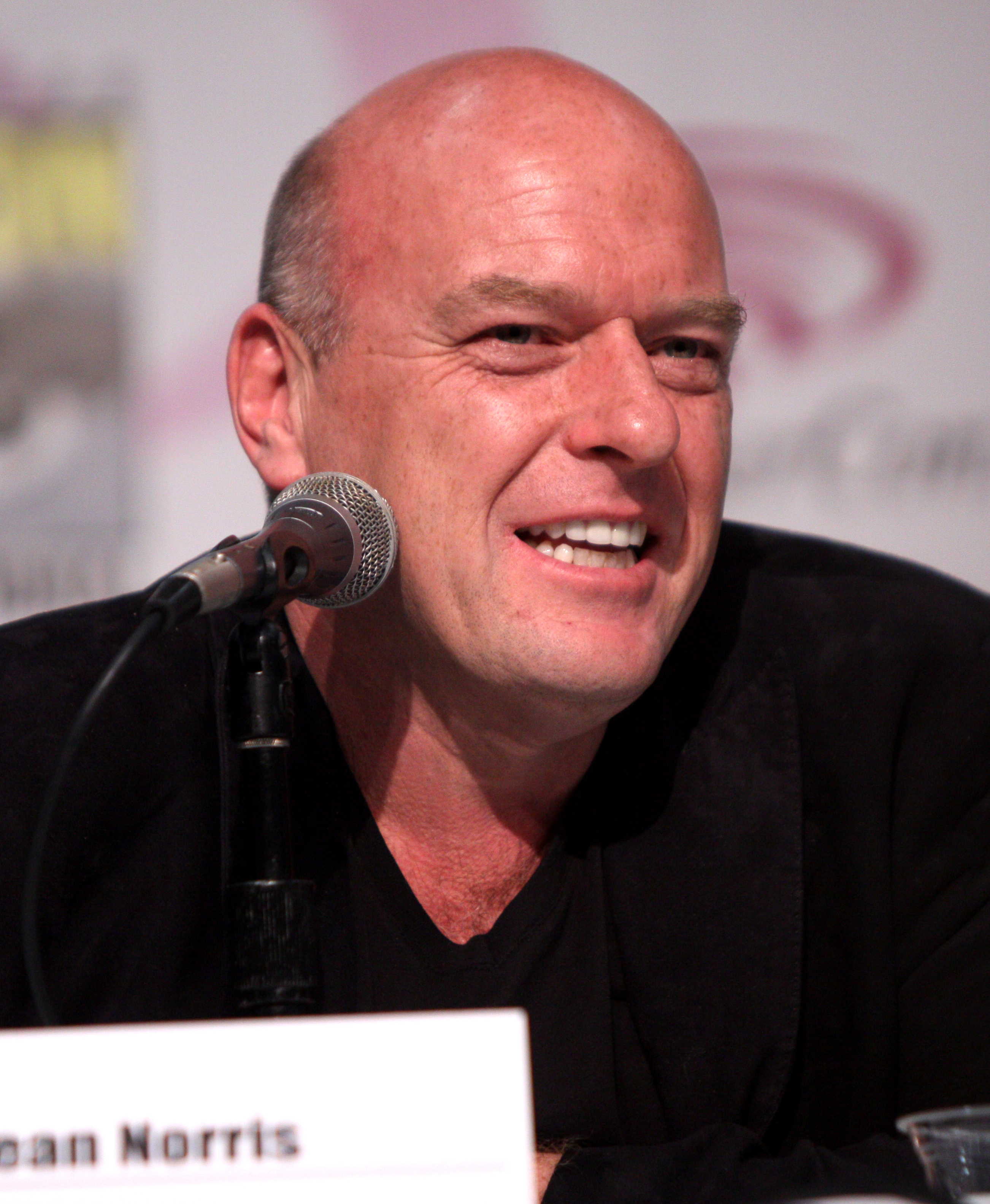
Dean Norris, 2013

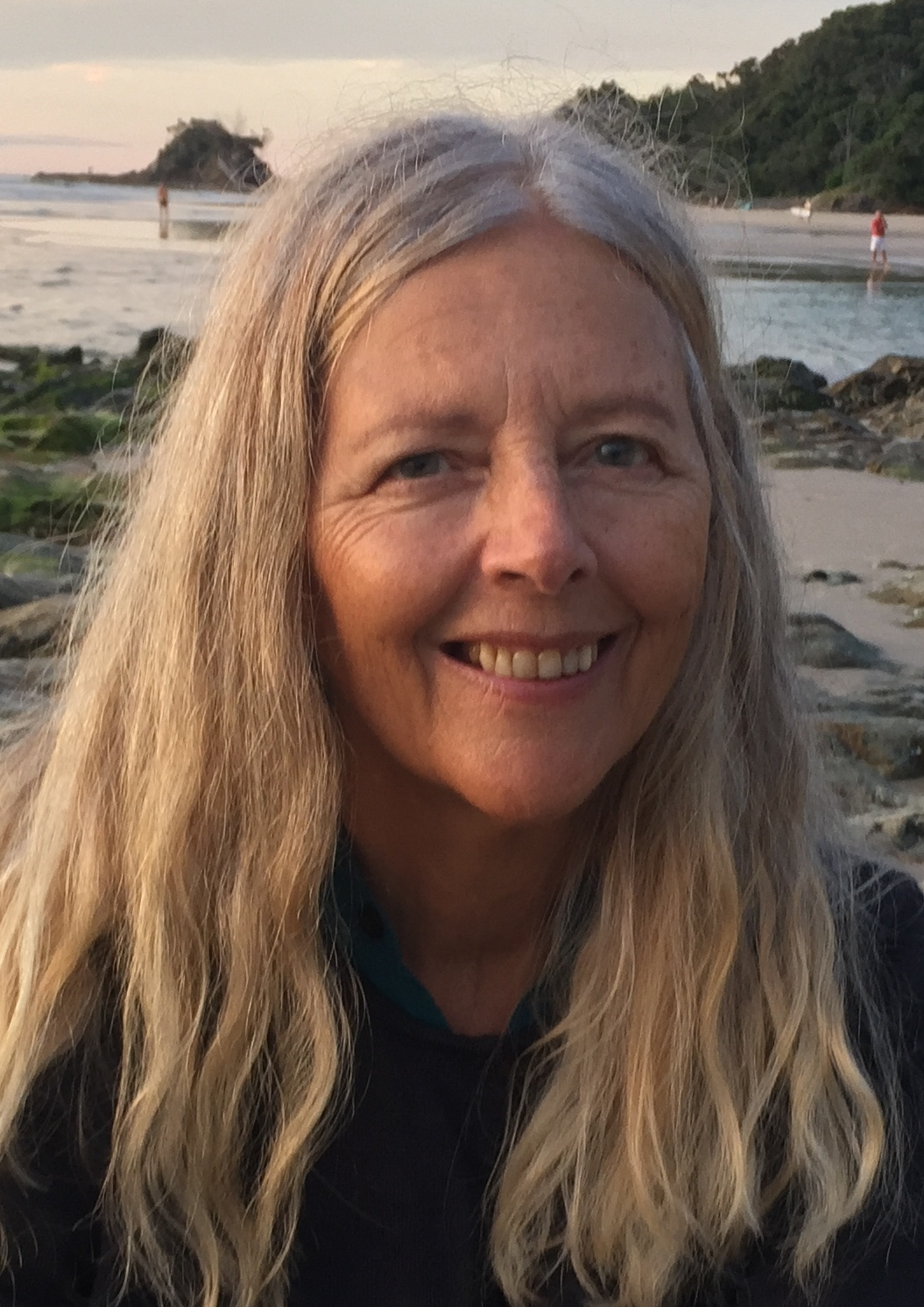
Helena Norberg-Hodge, 2015

- Pierre Nora (1931-2025), Frans historicus
- Arto Noras (1942), Fins cellist
- Helena Norberg-Hodge (1946), Zweeds schrijver, filmproducent en milieuactivist
- Ghita Nørby (1935), Deens actrice
- Jonathan Nordbotten (1989), Noors alpineskiër
- Maarten van Norden, (1955-2024), Nederlands muzikant en componist
- Ramon Norden (1943-2022), Surinaams dammer
- Willem van Norden (1883-1978), Nederlands beeldend kunstenaar en ontwerper
- Wim van Norden (1917-2015), Nederlands journalist en verzetsman
- Lea Nordheim (1903-1943), Nederlands gymnaste
- Eric Nordholt (1939), Nederlands politiefunctionaris
- Alice Nordin (1871-1948), Zweeds beeldhouwster
- Sven Nordin (1957), Noors acteur
- Axel Nordlander (1879-1962), Zweeds ruiter
- Odvar Nordli (1927-2018), Noors politicus
- Thomas Nordseth-Tiller (1980-2009), Noors scenarioschrijver
- Morten Nordstrand (1983), Deens voetballer
- Björn Nordqvist (1942), Zweeds voetballer
- Sven Nordqvist (1946), Zweeds schrijver en illustrator
- Klaas Norel (1899-1971), Nederlands journalist, verzetsstrijder en (kinderboeken)schrijver
- Martha Norelius (1909-1955), Amerikaans zwemster
- Silje Norendal (1993), Noors snowboardster
- Per Nørgård (1932-2025), Deens componist
- Tenzing Norgay (1914-1986), Nepalees sherpa
- Kaare Norge (1963), Deens klassiek gitarist
- Britta Norgren (1983), Zweeds langlaufster
- Manuel Noriega (1938-2017), Panamees dictator
- Martin Nörl (1993), Duits snowboarder
- Chris Norman (1950), Brits zanger en gitarist
- Dick Norman (1971), Belgisch tennisser
- John Norman (1931), Amerikaans filosoof en schrijver
- Larry Norman (1947-2008), Amerikaans christelijke rockzanger
- Magnus Norman (1976), Zweeds tennisser
- Michael Norman (1997), Amerikaans atleet
- Monty Norman (1928-2022), Brits zanger en filmmuziekcomponist
- Peter Norman (1942-2006), Australisch atleet
- Ryan Norman (1998), Amerikaans autocoureur
- Norodom Sihamoni (1953), koning van Cambodja
- Preah Karuna Preah Bat Sâmdech Preah Norodom Sihanouk Preahmâhaviraksat (1922-2012), koning van Cambodja
- Preah Reach Bat Samdach Preah Norodom Suramarit (1896-1960), koning van Cambodja
- David Norona (1972), Amerikaans acteur
- Roger Norrington (1934-2025), Brits dirigent
- Chuck Norris (1940), Amerikaans zesvoudig wereldkampioen karate en filmster, acteur en regisseur
- Dean Norris (1962/1963), Amerikaans acteur
- Lando Norris (1999), Brits autocoureur
- Ronald G.W. Norrish (1897-1978), Brits scheikundige en Nobelprijswinnaar
- Adam Norrodin (1998), Maleisisch motorcoureur
- Karel Nort (1913-1981), Nederlands radio-journalist en filmregisseur
- Alan North (1920-2000), Amerikaans acteur
- Douglass North (1920-2015), Amerikaans econoom
- Jay North (1951-2025), Amerikaans acteur
- Peter North (1957), Canadees pornoster
- Petter Northug (1986), Noors langlaufer
- Tomas Northug (1990), Noors langlaufer
- Jim Norton (1938), Iers acteur
- John Norum (1965), Zweeds gitarist
- Brandy Norwood (1979), Amerikaans zangeres en actrice

## Nos

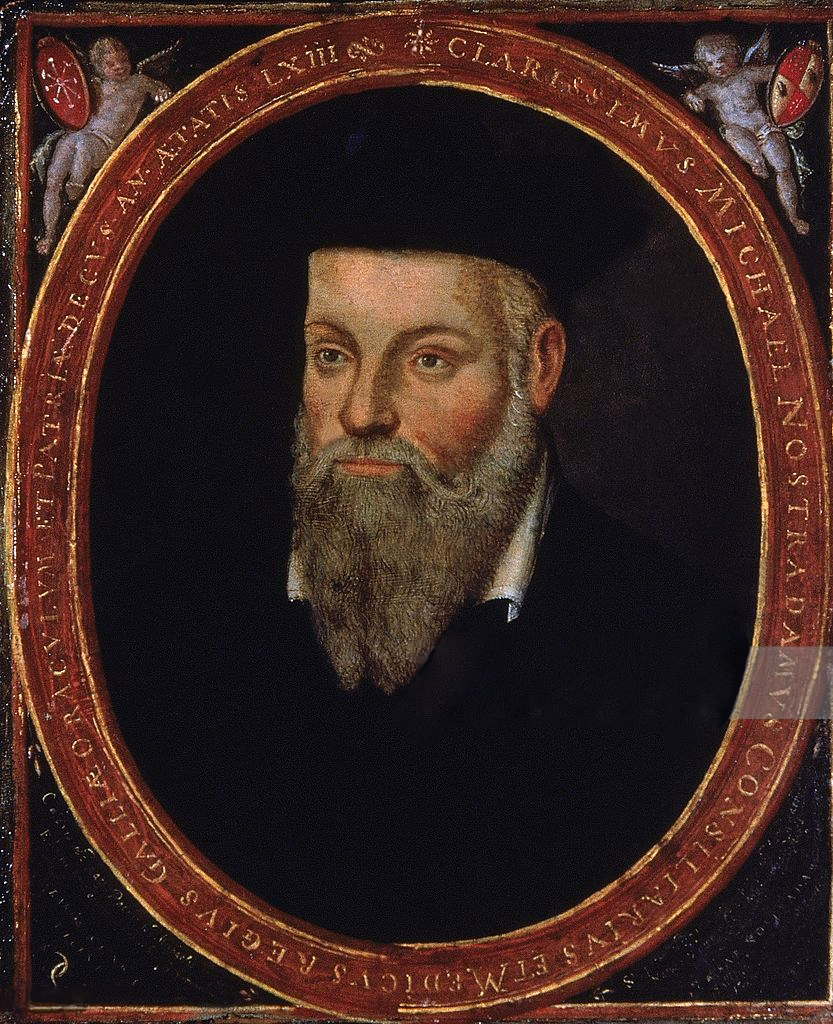
Nostradamus

- Phoumi Nosavan (1920-1985), Laotiaans generaal en politicus
- Jack Noseworthy (1969), Amerikaans acteur
- Christoph Nösig (1985), Oostenrijks alpineskiër
- Nostradamus (1503-1566), Frans arts en astroloog (Michel de Nostradame)
- Tonje Nøstvold (1985), Noors handbalspeelster

## Not
- Wim Nota (1919-2003), Nederlands atleet
- Daniël Noteboom (1910-1932), Nederlands schaker
- Han Noten (1958), Nederlands politicus
- Karl Noten (1966), Nederlands fysiotherapeut, fitnesstrainer, televisiepresentator, columnist en publicist
- Harrij Notenboom (1926-2023), Nederlands politicus
- Chris Noth (1954), Amerikaans acteur
- André le Nôtre (1613-1700), Frans tuinarchitect
- Irma Notteboom (1897-2007), Belgisch honderdplusser, oudste Belg
- Loïc Nottet (1996), Belgisch zanger, componist en danser

## Nou

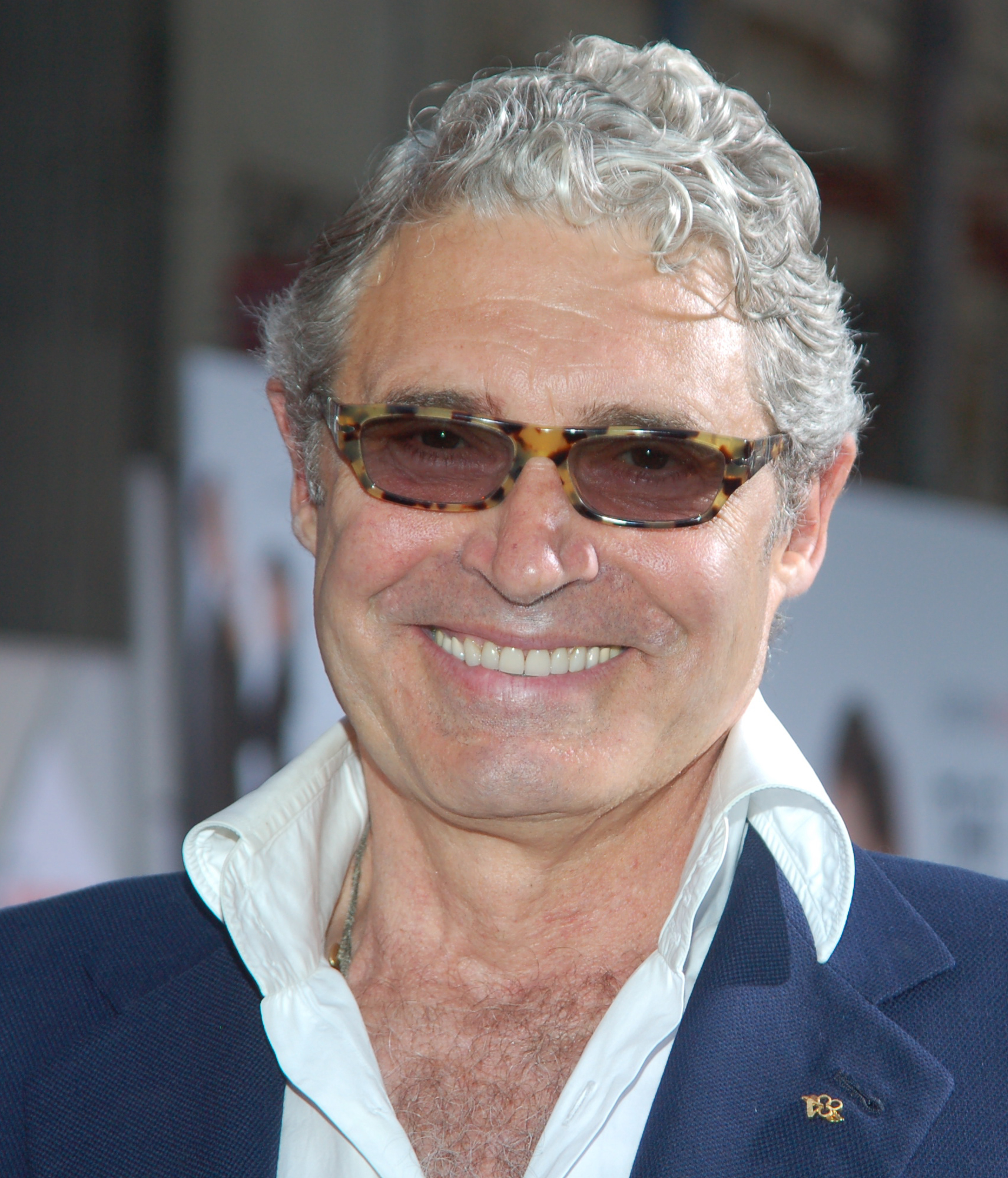
Michael Nouri

- Michael Nouri (1945), Amerikaans acteur
- Ville Nousiainen (1983), Fins langlaufer
- Carla Nouwen (1986), Nederlands tafeltennisster
- Henri Nouwen (1932-1996), Nederlands priester, missionaris, psycholoog en christelijk schrijver
- Paul Nouwen (1934-2009), Nederlands topfunctionaris en bestuurder
- Pieter Nouwen (1949-2007), Nederlands journalist en schrijver
- Theodoor Nouwens (1908-1974), Belgisch voetballer

## Nov

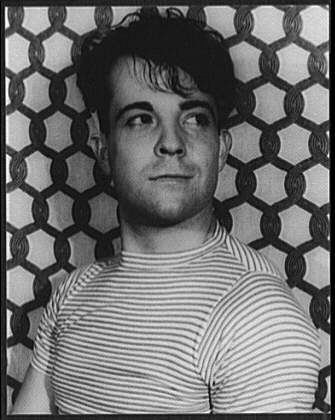
Ramón Novarro

- Anna Nova (1975), Duits pornoactrice
- Anton Novačan (1887-1951), Sloveens politicus en dichter
- Anatole Novak (1937-2022), Frans wielrenner
- Jiří Novák (1975), Tsjechisch tennisser
- Kim Novak (1933), Amerikaans actrice
- Vítězslav Novák (1870-1949), Tsjechisch componist
- Lola Novaković (1935-2016), Servisch zangeres
- Žana Novaković (1985), Bosnisch alpineskiester
- Clément Novalak (2000), Frans-Zwitsers autocoureur
- Novalis (1772-1801), Duits dichter (Friedrich von Hardenberg)
- Ramón Novarro (1899-1968), Amerikaans acteur
- Jill Novick (1966), Amerikaans actrice
- Sergej Novikov (1938-2024), Russisch wiskundige
- Sergej Novikov (1979), Wit-Russisch biatleet
- Tamara Novikova (1932), Russisch wielrenster
- Arvydas Novikovas (1990), Litouws voetballer
- Luís Novo (1970), Portugees atleet
- Krist Novoselic (1965), Amerikaans bassist
- Sofija Novoselić (1990), Kroatisch alpineskiester
- Konstantin Novoselov (1974), Russisch-Brits natuurkundige en Nobelprijswinnaar
- Ján Novota (1983), Slowaaks voetballer
- Jana Novotná (1968-2017), Tsjechisch tennisster

## Now
- Edward Nowak (1940), Pools geestelijke
- Kazimierz Nowak (1897-1937), Pools reiziger, correspondent en fotograaf
- Krzysztof Nowak (1975-2005), Pools voetballer
- Piotr Nowak (1964), Pools voetballer en voetbalcoach

## Nox
- Sara Noxx (19?), Duits zangeres

## Noy
- Frank Noya (1933), Nederlands musicus
- Jonathan Noyce (1971), Brits basgitarist
- Robert Noyce (1927-1990), Amerikaans natuurkundige

## Noz
- Kohta Nozane (1995), Japans motorcoureur
- Nachi Nozawa (1938-2010), Japans acteur
- Bruce Nozick, Amerikaans acteur